# Национальное бюро исследований (Новая Зеландия)
Национальное бюро исследований (англ. National Assessments Bureau, сокращённо NAB) — разведывательная служба Новой Зеландии, ответственная за сбор и анализ внешнеполитической информации и подготовку докладов, которые могут быть использованы в качестве основы для принятия решений различных ветвей власти.
Не ведет оперативной деятельности, её роль заключается только в обработке и интерпретации информации из различных источников, включая как данные, полученые из открытых источников, так и сведения, полученные из конфиденциальных источников — Министерства иностранных дел, Службы безопасности Новой Зеландии, Службы безопасности правительственных коммуникаций и других.
В отличие от других спецслужб Новой Зеландии, не подлежит надзору Комитета разведки и безопасности, а также юрисдикции Генерального инспектора разведки и безопасности.